# Нгарка-Нямсайяха
Нгарка-Нямсайяха (устар. Арка-Нямсай-Яха) — река в России, протекает по Ямало-Ненецкому АО. Устье реки находится в 25 км по левому берегу реки Нямсайяха. Длина реки составляет 21 км.
В 8 км от устья по правому берегу реки впадает река Ненсаяха.

## Данные водного реестра
По данным государственного водного реестра России относится к Нижнеобскому бассейновому округу, водохозяйственный участок реки — Надым. Речной бассейн реки — Надым.
Код объекта в государственном водном реестре — 15030000112115300048641.